# Hüthum
Hüthum is een Ortsteil en kerkdorp in gemeente Emmerik in de Duitse deelstaat Noordrijn-Westfalen. Het dorp telt 3160 inwoners. Hüthum ligt in de riviervlakte westelijk van de binnenstad van Emmerik aan de weg naar Elten.
Ten zuiden van Hüthum bevindt zich het natuurgebied Emmericher Ward. Ten noorden verloopt de spoorlijn Arnhem-Emmerik. Ten noordwesten ligt de Eltenberg. Ten noordoosten van Hüthum ligt het bosrijke gebied Borghees.

## Afbeeldingen

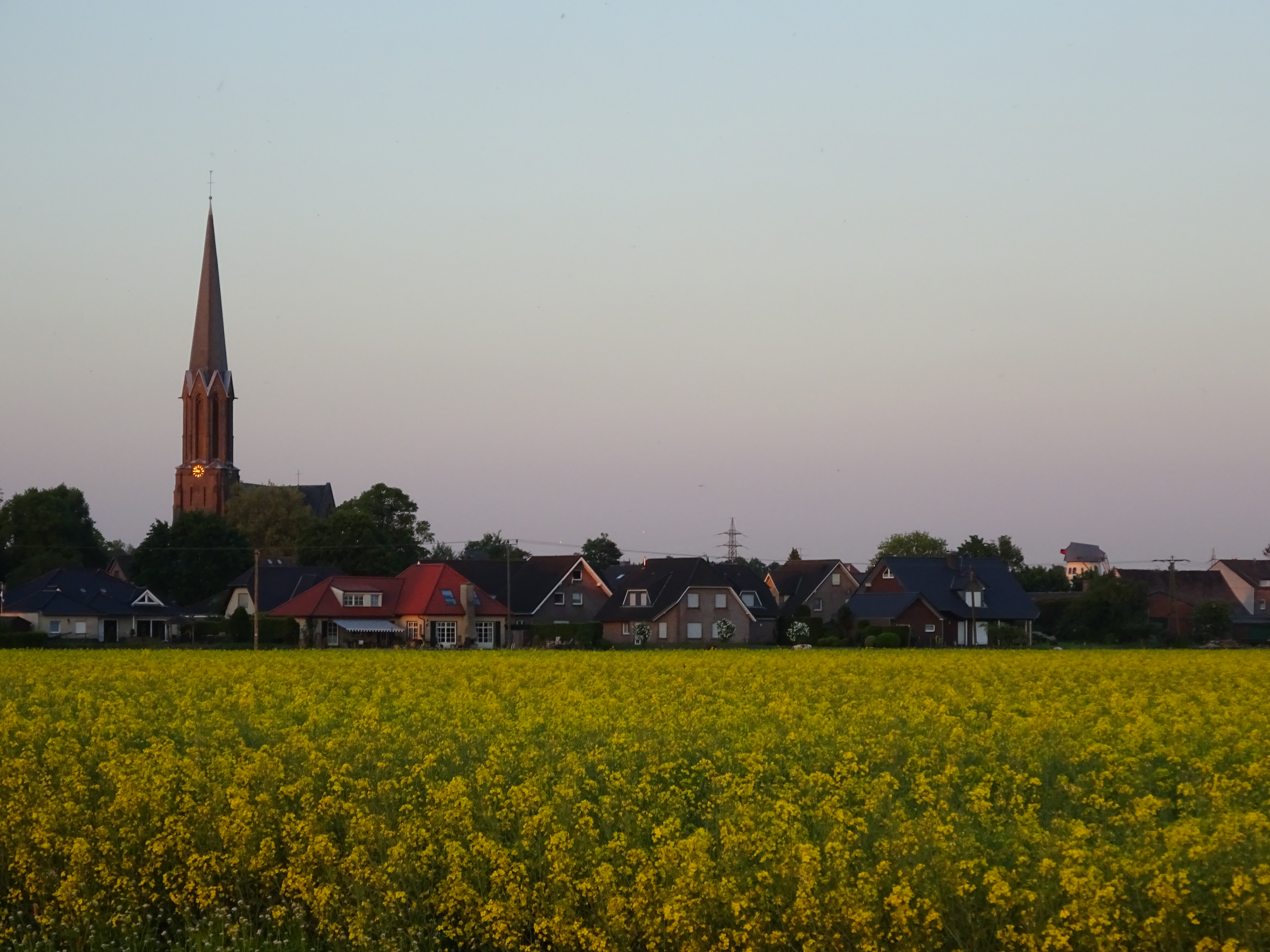
Hüthum met toren St. Georg
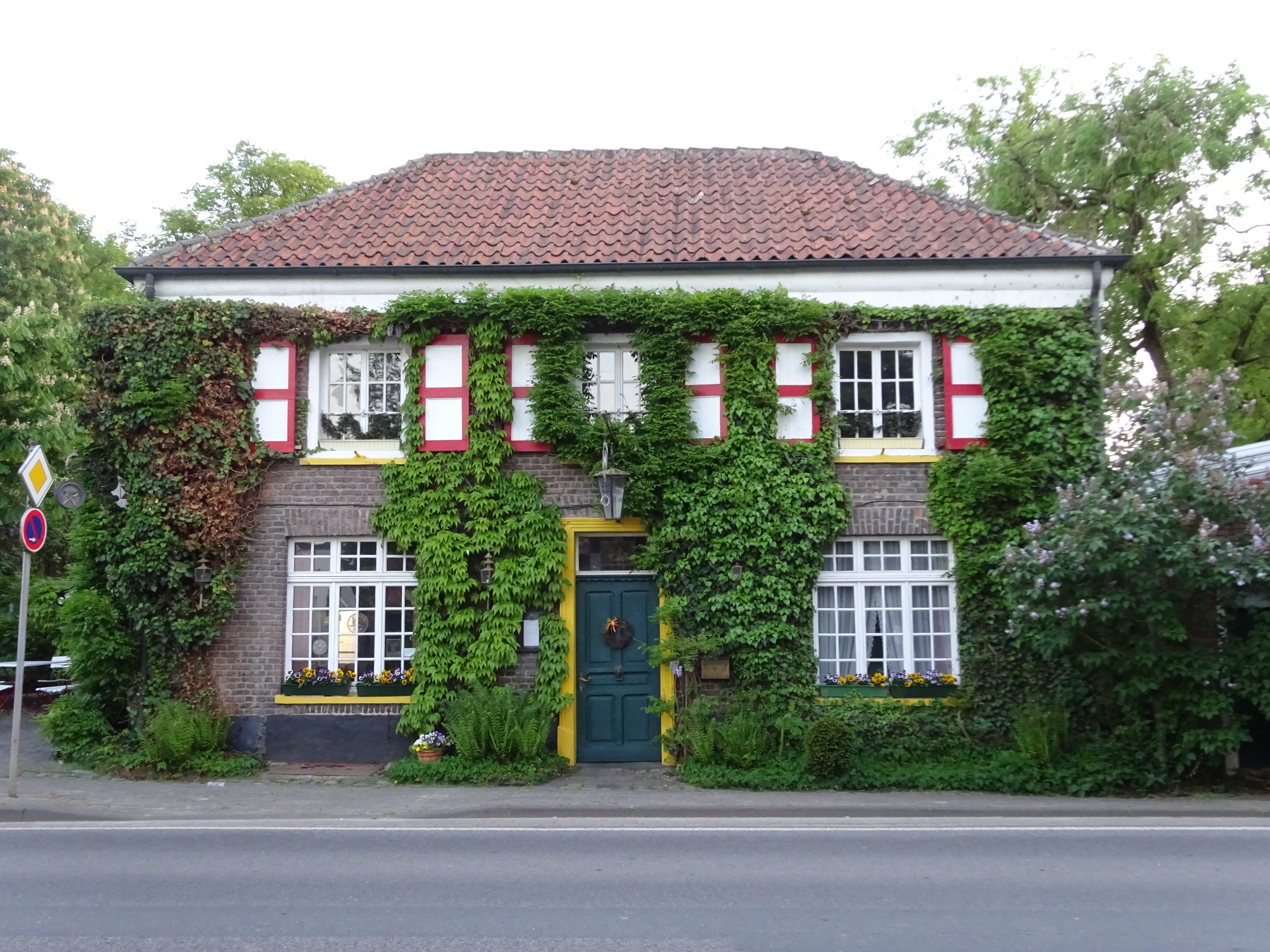
Eltener Straße 425, Altes Gasthaus Christ
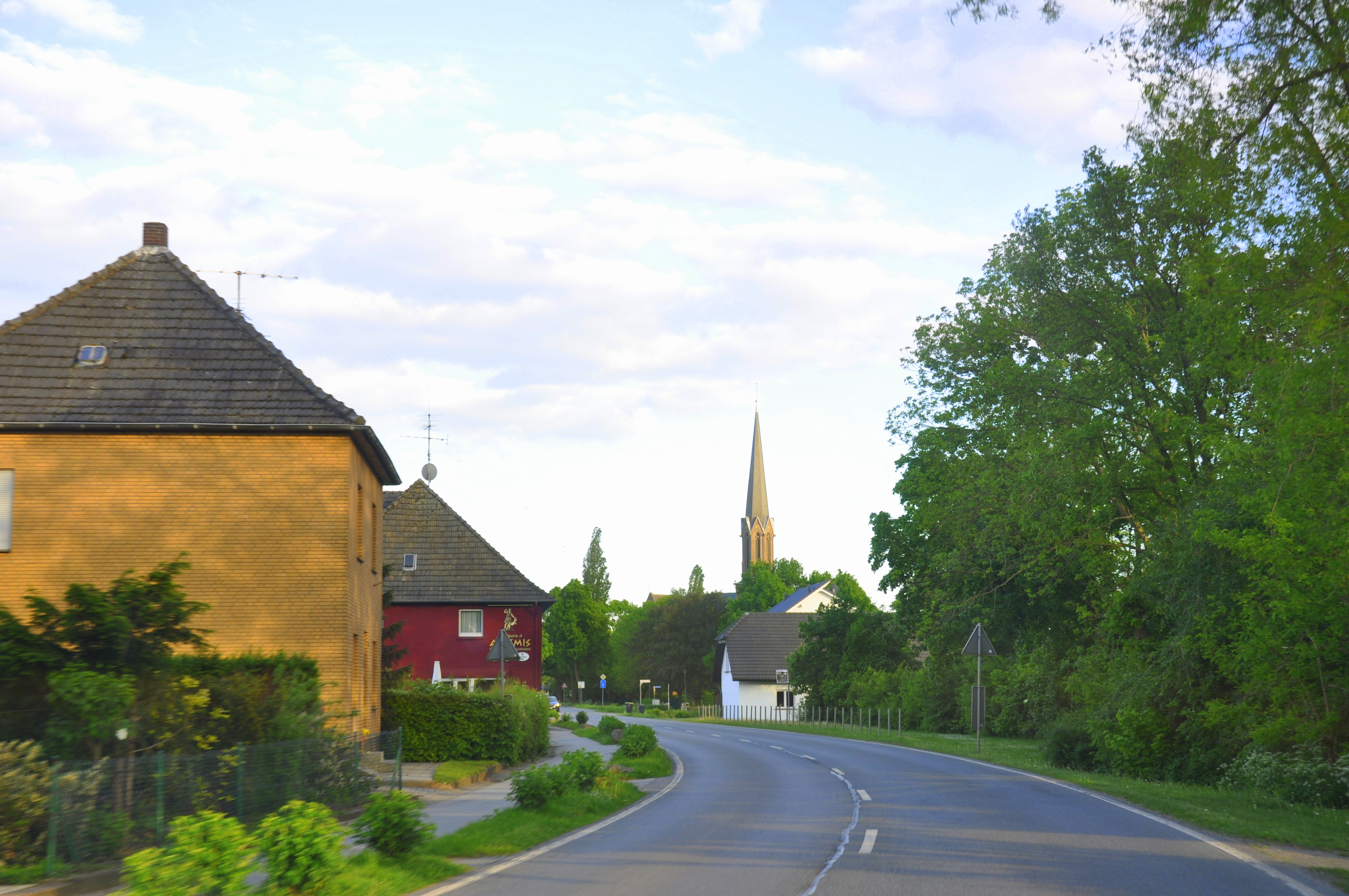
Eltener Straße
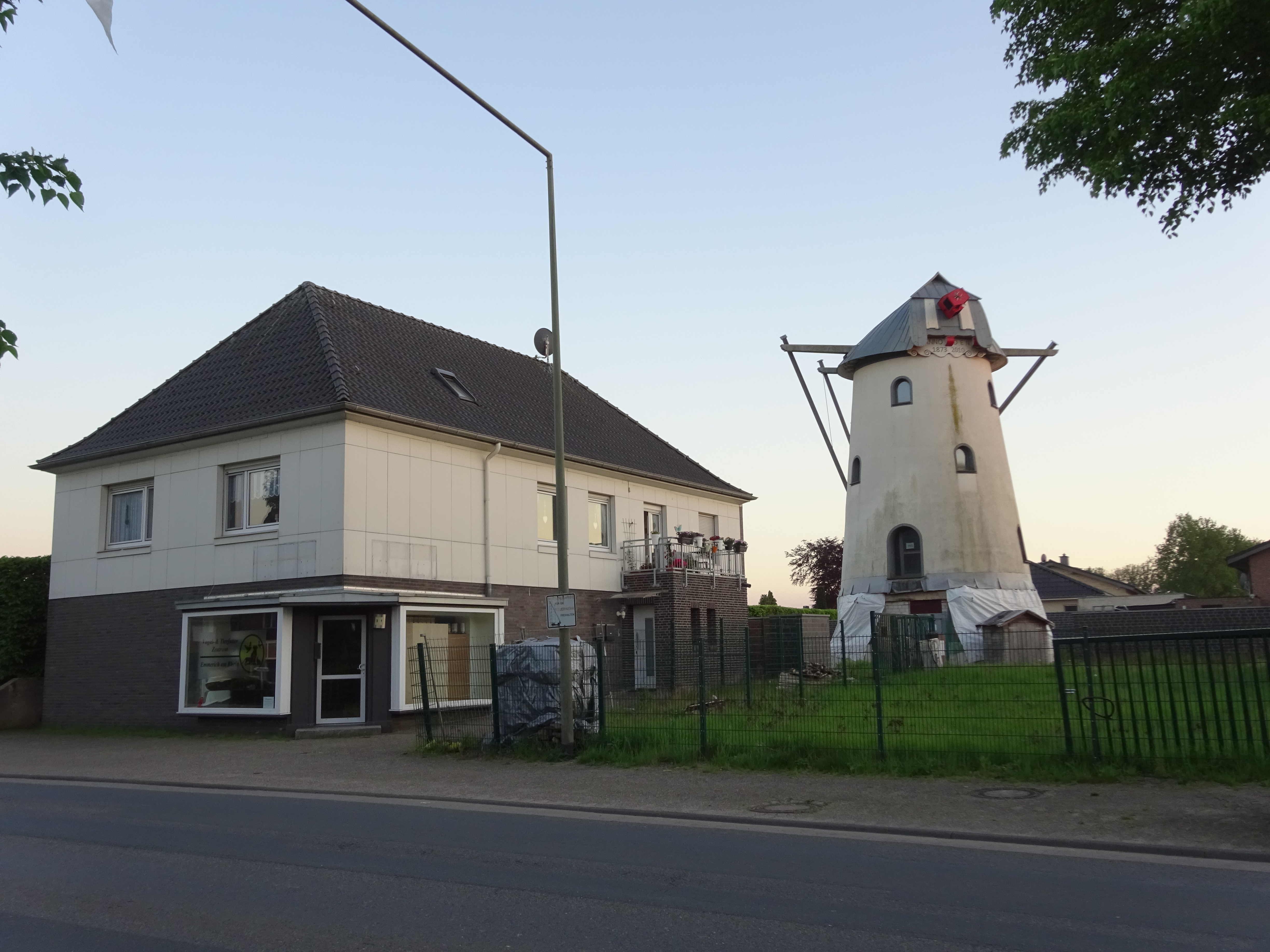
Hüthumer Mühle, Eltener Straße
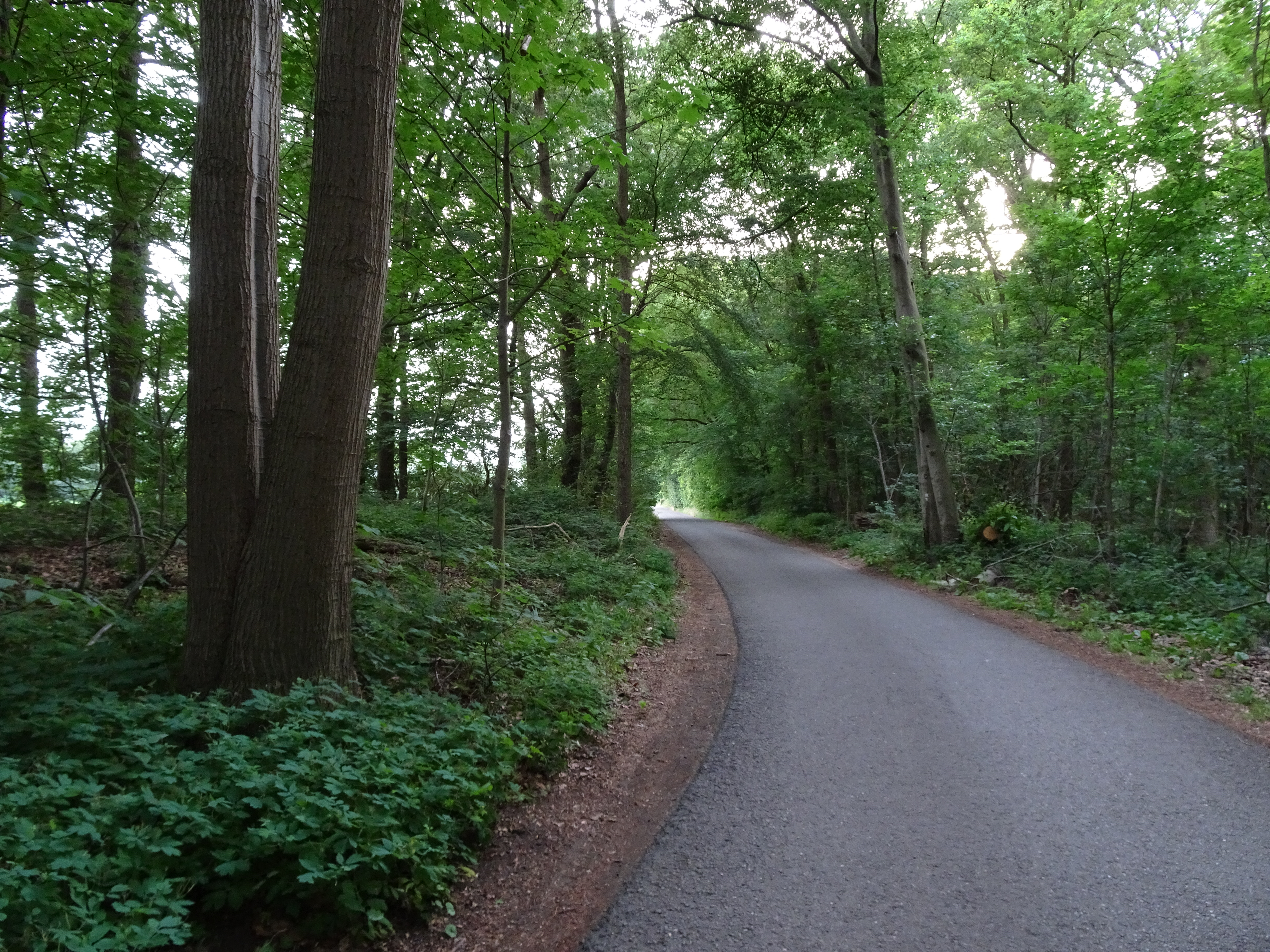
Abergsweg

Stadsdelen en kerkdorpen: Altstadt · Borghees · Dornick · Elten · Hüthum · Klein-Netterden · Leegmeer · Praest · Speelberg · Vrasselt

Buurtschappen: Elsepaß · Hoch-Elten